# Kosmos 43
Kosmos 43 – radziecki satelita telekomunikacyjny wysłany wraz z bliźniaczym Kosmos 42; piąty statek typu Strzała.